# 오토매그
오토매그(Auto Mag Pistol, AMP) 권총은 대구경 반자동 권총이다. 1966년부터 1971년까지 오토매그 코퍼레이션에서 .44 AMP 구경의 반자동 권총을 만들기 위해 설계되었다.
이 권총의 명성과 외형 덕분에 영화와 소설에서 인기를 얻었으며, 여러 버전이 ATF에 의해 "골동품 및 유물"로 등재되어 있다.

## 기능
단거리 반동 작동 방식의 오토매그 권총은 M16/AR-15 소총과 유사하게 전면에 6개의 잠금 돌기가 있는 회전식 볼트를 특징으로 했다. 오토매그는 .44 매그넘의 위력을 반자동 권총에서 발휘하도록 설계된 적당한 무게의 권총이다. .44 오토매그는 .44 매그넘 리볼버와 거의 같은 포구속도로 .429인치, 240그레인 총알을 발사하도록 설계되었다.

## 역사
1970년, 오토매그 코퍼레이션의 사장 해리 샌퍼드는 패서디나에 공장을 열었다. 첫 번째 권총은 1971년 8월 8일에 출하되었고, 회사는 3,000정 미만의 권총을 생산한 후 1972년 5월 3일에 파산 신청을 했다. 이 회사는 1973년부터 1982년까지 TDE (Trade Deed Estates), OMC, 토마스 오일 컴퍼니, 하이 스탠더드, AMT (Arcadia Machine & Tool) 등 여러 다른 이름으로 여러 번 개폐를 반복했다.
이 기간 동안 추가로 6,000정의 권총이 생산 및 판매되어 총 약 9,000정이 되었다. 샌퍼드는 1996년 사망할 때까지 예비 부품을 계속 판매했다. 그의 아들 월터는 automagparts.com을 통해 남은 부품을 온라인으로 계속 판매했다. 양산형 총기는 .44 AMP로 제작되었다. 실험용 권총은 .45 ACP, .30 AMP, .357 AMP, .41 JMP로 제작되었다. 구경 변경은 일반적으로 총열 교체만 필요했다. .45 ACP를 제외한 모든 구경에서 프레임, 탄창, 볼트를 사용할 수 있었다.
오토매그 코퍼레이션은 여러 가지 이유로 단명했다. 마크 로벤데일이 이끄는 설계팀은 해리 샌퍼드와 맥스 게라가 설계한 신뢰할 수 없는 실험용 가공 크롬-몰리 강철 프로토타입을 기반으로 오토매그 권총을 더 생산 지향적이고 어느 정도 신뢰할 수 있는 스테인리스 스틸 버전으로 만들었다. 로벤데일 설계팀은 오토매그 권총이 생산 준비가 되지 않았으며 신뢰성을 향상시키기 위해 더 많은 변경이 필요하고 이윤을 내며 생산될 수 없다고 확신했다. 설계팀은 올바르게 완성된 설계라도 권총의 도매 가격이 크게 인상되어야 하며 그렇지 않으면 회사가 파산할 것이라고 믿었다. 설계팀은 샌퍼드를 설득하지 못했고, 그들은 모두 사임했다. 권총은 그 후 남은 직원들에 의해 생산되어 양산에 들어갔다. 불행하게도 값비싼 제조 공정과 재료, 기능적 불안정성, 그리고 많은 부품이 하도급 업체에 의해 생산되어야 한다는 점 때문에 이 총은 수익성이 없었고, 결국 원 회사는 파산했다.
오토매그 권총의 저가 책정은 궁극적인 성공을 불가능하게 만들었다. 한 분석에 따르면 오토매그 코퍼레이션은 각 권총당 1,000달러 이상을 손해 보았다고 한다. 각 권총은 도매가로 약 170달러에 판매되었다. 이 권총은 1970년대에 원래 217.50달러에 소매 판매되었다. 현재 중고 오토매그 권총은 훨씬 더 비싸게 팔린다.
2015년 8월, 월터 샌퍼드는 회사 이름, 상표, 모든 권리를 사우스캐롤라이나 기반 기업인 오토매그 LTD 코퍼레이션에 매각했다. 오토매그는 현재 8.5인치 총열을 가진 첫 77정의 파운더스 에디션 권총을 생산 중이며, 각 3,995달러에 판매되고 있다. 6.5인치 총열을 가진 클래식 에디션 권총은 각 3,495달러에 판매될 예정이다.

## 모델

### 제원
오토매그 권총
- 구경: .44 AMP [10.74x33 mm] (1970), .357 AMP [9x33 mm] (1972), 및 .41 JMP (주라스 매그 권총) [10.41x33 mm]
- 총열 길이: 6.5인치
- 전체 길이: 11.5인치
- 무게: 57 oz (3 lb 9 oz) (1.62 kg) [.44 AMP]; 54 oz (3 lb 6 oz) (1.53 kg) [.357 AMP]
- 탄창: 7발 단열 박스 탄창
- 조준경: 조절 가능한 표적 조준경
- 마감: 스테인리스 스틸
- 부품: 2피스 블랙 폴리우레탄 (AMP 모델) 또는 홀리 또는 흑단 (JMP 모델) 손잡이
- 특징: 립드 총열
- 생산 기간: 1970–2002
- 가격: 원래 소매가 $217.50, 나중에 $275로 인상 (44 AMP 및 .357 AMP 총열 키트 한 쌍은 $425)

### 명칭
1971년부터 2000년까지 오토매그는 11가지 다른 이름을 사용했다:
- AM, 패서디나, 캘리포니아 (캘리포니아 패서디나에서 제작)
- TDE, 노스 할리우드, 캘리포니아 (캘리포니아 로즈미드에서 제작) 노스 할리우드 공장은 없었다.
- TDE, 엘몬테, 캘리포니아 (캘리포니아 엘몬테에서 제작)
- TDE, 엘몬테, 캘리포니아, 하이 스탠더드 (캘리포니아 엘몬테에서 제작)
- TDE, 엘몬테, 캘리포니아, 리 주라스 (캘리포니아 엘몬테에서 제작) 대부분의 커스텀 작업은 리 주라스가 함
- TDE, 엘몬테, 캘리포니아, 켄트 로몽 (캘리포니아 엘몬테에서 제작) 커스텀 작업은 켄트 로몽이 함
- TDE / OMC, 엘몬테, 캘리포니아 (캘리포니아 엘몬테에서 제작)
- AMT, 코비나, 캘리포니아 (캘리포니아 코비나에서 리시버 제작, 캘리포니아 어윈데일에서 총기 조립)
- AMC, 코비나, 캘리포니아 (캘리포니아 코비나에서 리시버 제작, 캘리포니아 어윈데일에서 총기 조립)
- AM, 어윈데일, 캘리포니아 (캘리포니아 어윈데일에서 제작)
- AM, 스터지스, 사우스다코타 (일부는 캘리포니아 헤스페리아에서, 일부는 사우스다코타 스터지스에서 제작)

슈퍼 벨 탄약의 리 주라스는 자신의 일련번호에 "LEJ" 접두사를 붙인 오토매그의 한정판 생산을 의뢰했다. 이 총들은 그의 사양에 맞춰 맞춤 제작되었으며, .44AMP, .357AMP, 그리고 주라스의 와일드캣 카트리지.41 JMP로 구경이 정해졌다. 주라스의 맞춤형 오토매그 중 일부는 맞춤 가죽 홀스터와 탄창 파우치, 어깨 견착대, 고광택 마감, 맞춤 각인 등의 특징을 가졌다.

### 탄약

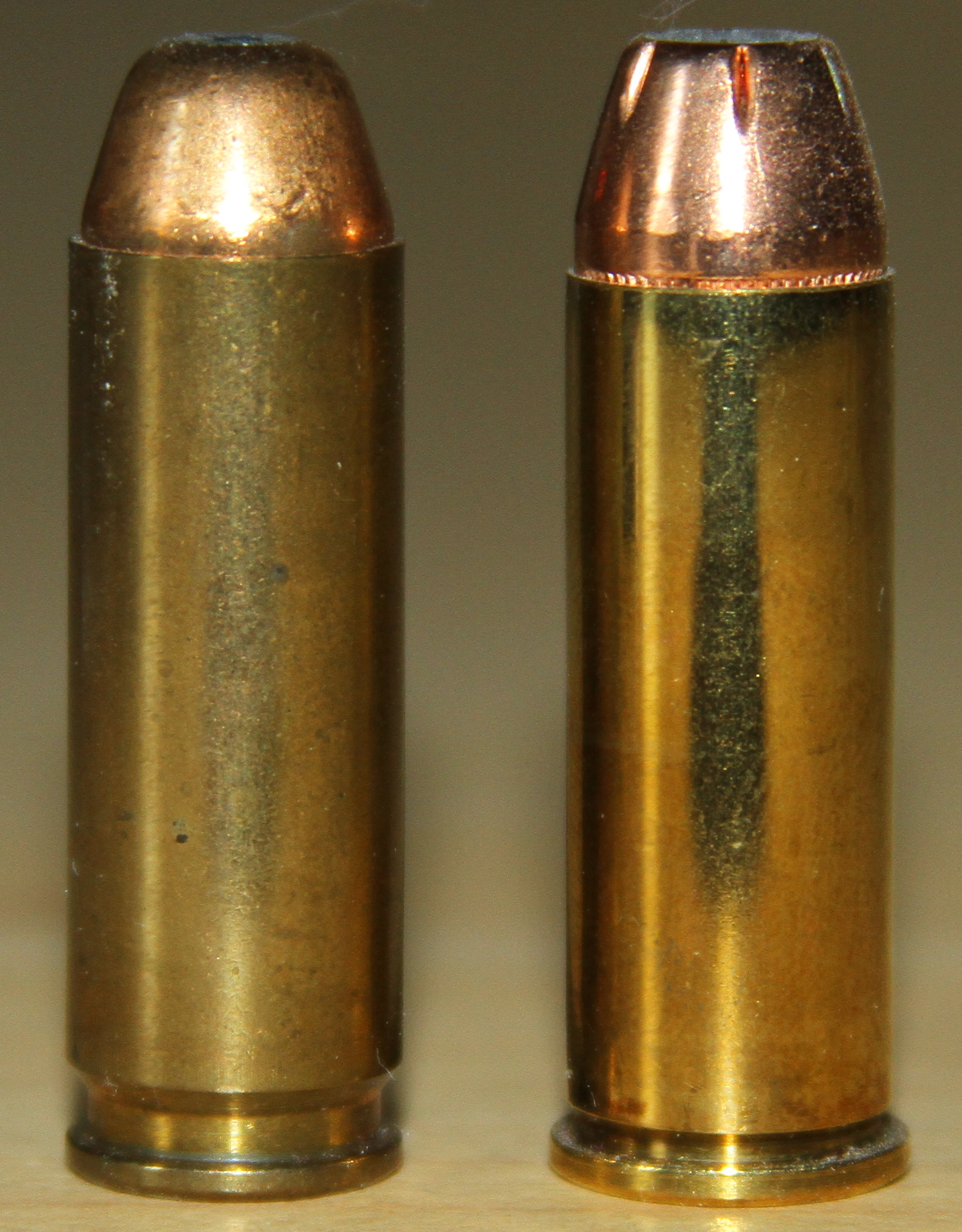
.44 레밍턴 매그넘 탄약통 옆의 .44 AMP (왼쪽)

.44 오토매그 권총 탄약은 1971년에 도입되었다. 탄약통의 림리스 직진 케이스는 원래 .308 윈체스터 또는 .30-06 스프링필드 케이스를 1.30인치 (33mm)로 잘라 만들었다. 한때 장전된 탄약은 멕시코 회사인 카르투초스 데포르티보스 멕시코와 비어 있는 탄피를 생산했던 스웨덴 회사인 노르마에서 구할 수 있었다.
.357 AMP 탄약은 1972년에 노스 할리우드 총기와 함께 생산에 들어갔다. .44 AMP와 유사하지만, 더 작은 직경의 탄환을 장착하기 위해 넥다운되었다. .41 JMP, .30 LMP, .25 LMP, .22 LMP도 마찬가지이다.
현재 장전된 탄약은 코어-본과 SBR 탄약에서 구할 수 있으며, 새로운 .44 AMP 황동 탄피는 스타라인 브라스에서 구할 수 있다. 전용 수동 장전기는 .30-06 스프링필드 또는 .308 윈체스터 황동 탄피를 사용하여 일련의 성형 다이와 내부 넥 리머를 통해 AMP 탄피를 만들 수 있다.
오토매그 디자인은 .44 오토매그(.44 AMP), .357 오토매그(.357 AMP), 그리고 덜 알려진 .41 JMP 등 세 가지 새로운 탄약을 탄생시켰다. 다른 탄약을 발사하기 위해 만들어진 총열도 있었다:
해리 샌퍼드
- .44 AMP (.44 매그넘 탄환 사용)
- .357 AMP (.357 매그넘 탄환 사용)
- .300 AMP (.30 카빈 탄환 사용; .30 LMP와는 다른 어깨 각도로 넥다운됨)
- .45 윈 매그
- .45 ACP (실험용만)
- .475 오토매그 (실험용만, .475 와일디 매그넘 탄환 사용)

리 주라스
- .41 JMP (.41 매그넘 탄환 사용)

켄트 로몽
- .30 LMP (로몽 매그넘 권총) (.30 카빈 탄환 사용; .30 AMP와는 다른 어깨 각도로 넥다운됨)
- .25 LMP (.25 ACP 탄환 사용)
- .22 LMP (.22 WMR 탄환 사용)
- .45 ACP 매그넘 (실험용만, .45 ACP 탄환 사용)

에릭 킨셀과 브라이언 메이너드
킨셀은 건 월드 잡지의 편집자였고, 메이너드는 AMT 서비스 부서에서 일했던 기술자였다.
- .40 KMP (킨셀-메이너드 권총) (실험용만, .45 윈체스터 매그넘 탄피를 .40 S&W 탄환에 맞게 넥다운), 1990년 10월 제작
- 8mm KMP (실험용만, 수정되지 않은 7.92x33 (8mm 쿠르츠) 소총 탄피를 기반으로 .323인치 직경 권총형 발사체를 수용), 2010년 제작, 2012년 6월 소개

#### AMT 오토매그
AMT (Arcadia Machine and Tool)는 .22 WMR용 AMT 오토매그 II, 30 카빈용 AMT 오토매그 III, 45 윈체스터 매그넘용 AMT 오토매그 IV, .50 액션 익스프레스용 AMT 오토매그 V 및 와일드캣 .55 오토매그(소수만 생산됨)용 실험용 AMT 오토매그 VI를 포함하여 오토매그라는 이름으로 여러 총기를 제조했다.

## 대중 문화
- 처형자 책 시리즈의 맥 볼란은 마피아와의 전쟁에서 "빅 썬더"라고 이름 붙인 .44 오토매그를 휴대했다.
- 1983년, 오토매그는 더티 해리 시리즈의 네 번째 영화인 써든 임팩트에 등장했다. 클린트 이스트우드의 캐릭터 해리 캘러핸은 주먹 싸움에서 스미스 & 웨슨 모델 29 리볼버를 잃은 후 자신의 .44 오토매그를 사용하여 믹을 죽인다.[12] 영화 팬들은 이 총이 생산 중단되었음에도 불구하고 구입하려고 노력했다.[13]
- 워로드의 영웅 트래비스 모건은 추락한 블랙버드에서 .44 오토매그를 회수하여 스카르타리스에서의 대부분의 모험 동안 휴대한다.[14]
- 데니스 러헤인의 《전쟁 전의 술》에서 사립 탐정 패트릭 켄지는 오토매그를 부무장으로 사용한다.[15]
- 캣츠 아이 애니메이션의 히로미라는 캐릭터는 두 번째 시리즈 에피소드 "배지를 단 사냥꾼"에서 오토매그를 사용한다.
- 조셉 로젠버거의 Death Merchant 책 시리즈의 리처드 카멜리온은 CIA를 위한 대부분의 임무에서 두 자루의 커스텀 장총열 .357 오토매그를 휴대했다.[16]
- 비버리 힐스 캅 2는 .44 오토매그를 줄거리의 중요한 부분으로 다루는데, 이 총의 탄약이 너무 비싸서 제조할 수 없으므로 누군가가 .308 소총 탄피를 개조하여 오토매그용으로 재장전해야 한다고 언급한다.[17]
- 톰 클랜시의 레인보우 식스 시즈의 플레이 가능한 오퍼레이터 노매드와 카이드가 오토매그 권총(".44 매그 세미오토")을 보조 무기로 사용한다. 이 무기는 장거리 교전을 위해 3배율 조준경이 미리 장착되어 있다.
- 이 총은 게임 그랜드 테프트 오토 IV: 게이 토니의 발라드에서 주인공 루이스 로페스가 발견하고 사용할 수 있다. 나중에 게임에서 이 총은 루이스의 친구이자 유명한 도미니카 갱스터, 마약상, 무기 밀매업자인 아르만도가 루이스에게 판매할 수 있도록 제공된다.
- 주인공 링컨 클레이는 게임 마피아 III에서 이 총을 찾아 사용할 수 있다. 게임 내에서는 "클리퍼 .44"로 불리며, 매우 효과적인 고구경 권총이다. 플레이어는 특정 위치에서 찾거나, 아일랜드 마피아에게 구역을 양보하여 호의로 얻거나, 나중에 게임에서 비싼 값에 구매할 수 있다.
- 언차티드: 잃어버린 유산에서 망원 조준경이 장착된 희귀한 오토매그를 플레이어가 사용할 수 있다. 이 총은 "크리보스크-XS"로 등장하며, 언차티드 4: 해적왕과 최후의 보물 멀티플레이어에도 패치되었다.
- 이 무기는 레지던트 이블 7에서 "44 매그"로 등장한다.
- 바이오하자드 빌리지에서 이 무기는 뉴 게임 플러스 모드에서 게임을 완료한 후 듀크의 상점에서 잠금 해제하여 얻을 수 있으며, 완전히 업그레이드했을 때 게임에서 가장 높은 피해량을 가진 무기로 돋보인다.
- 아우터 월드에서 이 무기는 금색의 새겨진 장식으로 발견되며 오토-매그 권총이라고 불린다.